# Grzęda, Warmińsko-Mazurskie
Grzęda [ˈɡʐɛnda] (tiếng Đức: Sturmhübel) là một ngôi làng thuộc khu hành chính của Gmina Bisztynek, thuộc hạt Bartoszycki, Warmińsko-Mazurskie, ở miền bắc Ba Lan.